# Főszékesegyházi Könyvtár
A Főszékesegyházi Könyvtár vagy Bibliothéka (latinul: Bibliotheca Ecclesiae Metropolitanae Strigoniensis) Magyarország legrégebbi, és leggazdagabb egyházi könyvtára ami 2015-ös adatok szerint 174 545 kötetet, és összesen 250 000 könyvtári egységet őriz. Az esztergomi Víziváros déli végén, a Pázmány Péter utca és a Liszt Ferenc utca sarkán áll.

## Az épület
Az érsekség hazatelepülése után Rudnay érsek a középkori és újabb könyvállományt ideiglenesen a ferencesen Szent Kereszt templomában helyezte el 1821-ben. A gyűjtemény a tervek szerint a Várhegyre tervezett épületkomplexumban kapott volna helyet. Mivel anyagi és statikai okokból ez meghiúsult, a Víziváros déli végén kapott végleges helyet. Mathes János korabeli térképe szerint a könyvtárat a középkori városfal mellett kialakított telektömb szélén helyezték el, részben egy feltöltött árok területén. Itt korábban Batthyányi József (1776-1777) érsek sétateret alakított ki, 1829-ben pedig Rudnay házhelyekre osztotta fel. A saroktelket Beimel József nyomdász kapta meg, aki nem kezdett építkezésbe, ezért Kopácsy József érsek visszavette azt, és emeletes házat kezdett építeni a könyvtárnak, de 1847-ben bekövetkezett halála félbeszakította a munkálatokat. 1852-ben Szcitovszky hercegprímás a telket átadta a főkáptalannak, hogy fejezzék be és tartsák fönn az épületet. 1853-ra épült fel, Hild József tervei szerint, korai eklektikus stílusban. Ez volt az ország első olyan modern könyvtárépülete, ahol elkülönültek az olvasótermek és a raktárak. Az épület homlokzatán Szent Jeromos szobra látható. A második világháború alatt, 1944-ben megrongálódott, és csak 1961-ben került sor helyreállítására. Műemléki védettséget élvez.

## Története
Az intézmény jelentős kódex-anyaggal rendelkezik. 738 ősnyomtatványt, és számos középkori kódexet őriz.
1397-ben Küküllei János, Nagy Lajos király történetírója jelentős könyvadománnyal gazdagította a könyvtárat. Vitéz János esztergomi érsek alatt a Bibliotheca a királyi udvar könyvtárával is vetekedett. A török elől – mint sok más esztergomi intézmény – 1528-ban a könyvtár Nagyszombatra menekült. 1611-ben összevonták az érseki és a kanonoki könyvtárakkal. az érsekség Esztergomba való visszaköltözésekor a Pozsonyi Érseki Könyvtár kötetei is Esztergomba kerültek. 1898-tól 1913-ig az épületben működött a Balassa Bálint Múzeum is. Az 1920-as évektől az emelet nagy termében (8,5×35 méter) állandó régészeti kiállítás működött.

## A gyűjtemény jelentősebb darabjai
- Jelentős az angol, német, olasz, osztrák, cseh, francia és flamand gyűjteménye.
- A Tractatus, 11. század, amelybe egy névtelen barát feljegyezte a magyar királyok temetkezési helyeit.
- Perugiai Bernát kódexe 1190-ből, amely valószínűleg az esztergomi könyvíróműhelyben készült.
- Filipecz-kódex, 1470-es évek – kiemelendő gazdag corvinákkal díszítése.
- Szalkai László, a mohácsi vészben hősi halált halt esztergomi érsek diákkori tankönyve.
- A Jordánszky-kódex, benne 1516-19-ből származó Biblia-fordítással.
- II. Ulászló hatalmas graduáléja.
- 17. századi Balassa-biblia.
- Nagyszombati kódex 1512-1513
- Mátészalkai Zalka László glosszái
- Bakócz-graduále, a világ egyik legnagyobb kódexe, két kötetének összsúlya több mint 110 kg.[5]